# ラ・セッテ
株式会社ラ・セッテ は、東京都新宿区に本社を置く芸能事務所。

## 概要
2007年にスタッフ・アップグループのスタッフラインが独立して株式会社ラ・セッテとなった。

## 住所
東京都新宿区新宿1－24－7

## 所属タレント
- 津田寛治
- 松林慎司
- 篠田諒

## 過去の所属者
- 遠藤要
- 椿隆之
- 堀江慶
- 黒田耕平
- 伊藤洋三郎
- 吹上タツヒロ
- 黒岩司
- 須賀貴匡
- 笠原紳司
- 佐野大樹
- 龍坐